# پلسیوسوروس
پلسیوسوروس (به معنی؛ نزدیک به سوسمار) یک موجود بزرگ ( ۳ تا ۵ متر طول) دریایی و خزنده از نوع ساروپتریگان می‌باشد که در قسمت پیشین دوره ژوراسیک می‌زیسته است و از اسکلت‌های کاملی که از آن در انگلیس و آلمان بدست آمده شناخته شده‌است.این جانور از سر کوچک، گردن بلند و باریک و بدن پهن لاک‌پشت مانندش، دم کوتاه و دو جفت باله بزرگ و عریضش از بقیه شناخته می‌شود.نامش را از انواع پلسیوریا گرفته‌است و یکی از اعضای قدیمی و اولیه این نوع است.

## توصیف

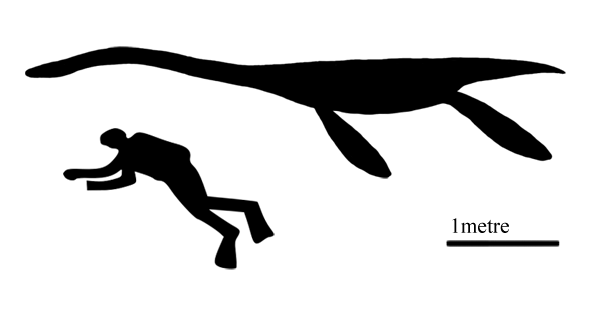
پلسیوسوروس در مقایسه با انسان

پوزه کوتاه بوده‌است اما دهان می‌توانسته زیاد باز شود و دهان با یکسری دندان‌های مخروطی پر شده بود.مانند آنچه در خیلی از نهنگهای امروزی شاهد هستیم.گردن بلند و باریک بوده‌است، اما به نظر می‌رسد که تا اندازه‌ای سفت و غیرقابل انعطاف بوده‌است.برای اینکه مهرهای گردن تقریباً ته‌پهن هستند، و این نشان می‌دهد که گردن نمی‌توانسته مانند گردن قو خم شود .بقیه مهره‌ها نیز به همین شکل بیشتر ته‌پهن هستند و یک واحد منسجم را تشکیل می‌دهند و هیچکدام خاجی نیستند.دنده‌ها یکسری در میان بدنه هستند و در میان دو جفت باله عقبی و جلویی قرار گرفته‌اند.دم کوتاه و راست است و به سرعت باریک می‌شود.باله‌ها بزرگ و بلند هستند با پنج انگشت کامل که هرکدام از تعداد زیادی بند انگشت تشکیل شده‌اند.برخی از ردهای بجا مانده از پوست جانور نشان می‌دهد که پوست احتمالاً صاف و نرم بوده نه پولک‌دار.

## طرز زندگی

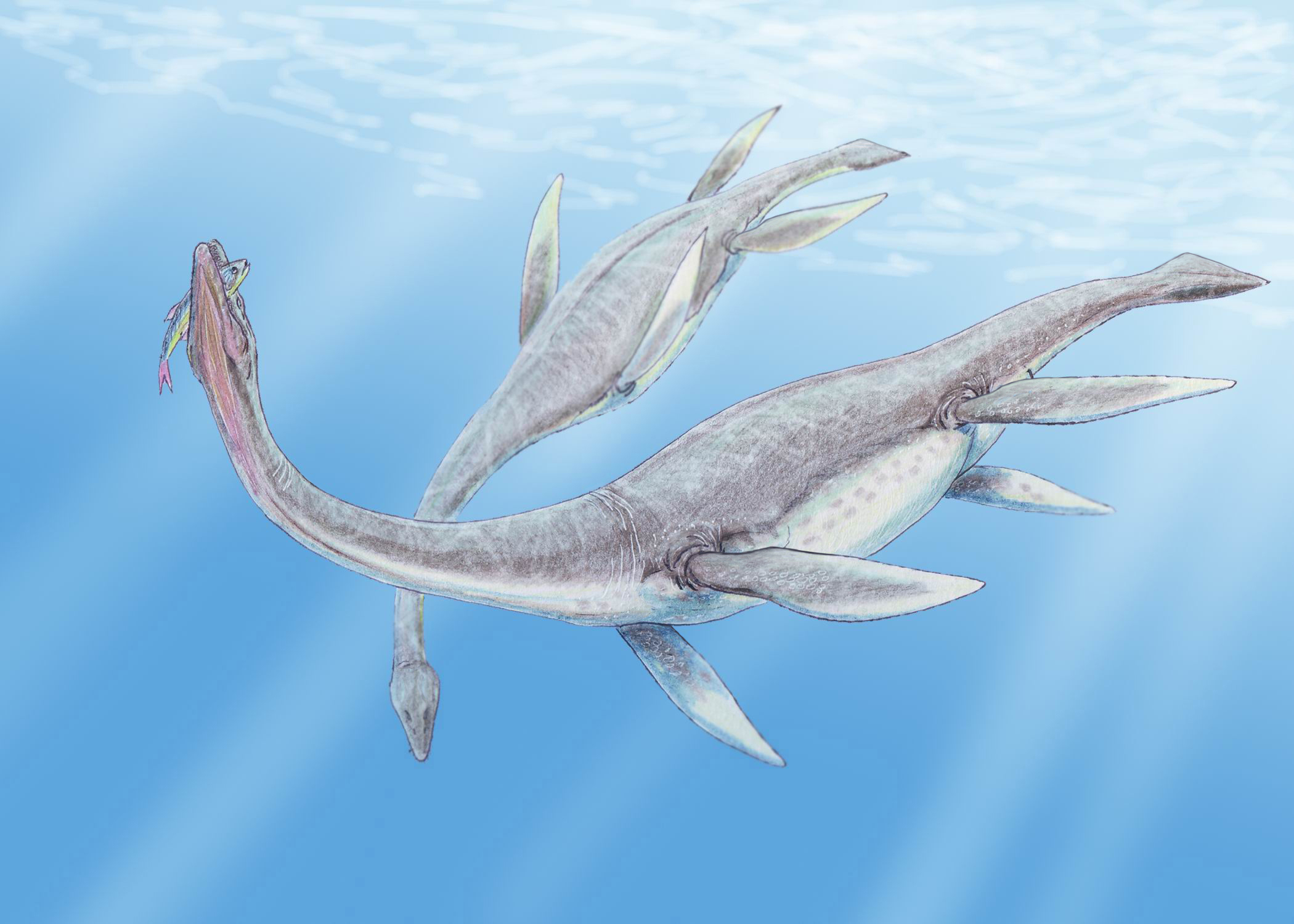
پلسیوسوروس

پلسیوسوروس از ماهی و وشکارهای دیگر موجود در آب تغذیه می‌کرده‌است.آرواره یو-شکل و دندان‌های تیزش مانند یک دام ماهی‌گیری است.خودش را به وسیله باله‌هایش به جلو می‌رانده و دم بسیار کوتاهش نیز بسیار مورد استفاده بوده‌است.گردنش می‌توانسته در طول تعغیب شکار به مانند یک سکان هدایت کننده عمل کند.هنوز کسی نمی‌داند که پلسیوسوروس مانند لاک‌پشت‌های دریایی در ساحل تخم گذاری می‌کرده‌است یا مانند مارهای دریایی در دریا نوزادش را زنده به دنیا می‌آورده است.جوان‌ها ممکن است تا قبل از اینکه به اقیانوس آزاد بروند در مدخل رودها زندگی می‌کردند.